# Chiesa di San Francesco delle Monache
La chiesa di San Francesco delle Monache, è una chiesa di Napoli, situata in via Santa Chiara, nel centro storico della città. Dal 2011 è sede della fondazione Il Canto di Virgilio.

## Storia
La chiesa fu edificata su volere del monarca Roberto d'Angiò e sua moglie Sancha di Maiorca. La data di fondazione dell'edificio è 1325. Lo scopo della creazione della struttura fu quello di ospitare le clarisse della vicina Santa Chiara ancora in costruzione. Una tradizione vuole che il monastero sorse in seguito alla visita alle Clarisse locali di una monaca di Assisi, che portò con sé il ritratto a grandezza naturale di san Francesco. Nel XVI secolo fu uno dei punti nevralgici della riforma religiosa a Napoli e per trent'anni vi dimorò Giulia Gonzaga, che qui venne sepolta nel 1566. Nel 1568 papa Pio V impose al monastero la clausura perché considerato luogo di ritrovo per eretici.
Nel 1629 iniziarono i primi lavori di ammodernamento, fu innalzato il muro di clausura e modificato l'interno gotico. Fu nuovamente restaurata e riconsacrata nel 1646 come testimonia la lapide all'ingresso. Una campagna di interventi più cospicui fu realizzata tra il 1749 e il 1751 con la realizzazione della pregevole facciata scenografica in piperno e ferro battuto. Il primo rifacimento settecentesco fu guidato da Bartolomeo Vecchione coadiuvato dallo scultore e scalpellino Crescenzo Trinchese; del Trinchese è anche il portale interno in marmi policromi scampato ad uno dei tanti furti avvenuti nella chiesa. Nel 1784, su commissione della badessa Raginalda Pironti e sotto la direzione dell'ingegnere regio Gennaro Sammartino, fratello del più celebre Giuseppe Sammartino, fu realizzato un ulteriore restauro della chiesa e la costruzione della galleria del monastero con decorazioni di Gaetano Saliento e Pietro Malinconico.
Nel 1805 le monache furono trasferite nella vicina Santa Chiara, nel 1808 il monastero fu soppresso e destinato dapprima a quartier militare, poi educandato femminile e infine palazzo Mazziotti. Nel 1822 le monache furono definitivamente incorporate a Santa Chiara e nel 1844 fu trasferita in questa chiesa la parrocchia di Santa Maria della Rotonda. Un secolo dopo l'edificio pagò le conseguenze dei bombardamenti, in particolare quelli incendiari tedeschi, e dell'incuria. La chiesa è stata poi recuperata e, dal 2011, è sede della fondazione Il Canto di Virgilio che l’ha resa un centro culturale (denominato Domus ARS) oggi diretto dal Maestro Carlo Faiello.

## Descrizione
La chiesa presenta una radicale trasformazione settecentesca che ha completamente cancellato i tratti medioevali. La facciata è schermata da un cancello in piperno e ferro battuto progettato da Luca Vecchione ed eseguito da Crescenzo Trinchese: il cancello presenta degli accorgimenti prospettici, perché essendo posizionato in una strada stretta, ha il compito di far intravedere il portale d'ingresso e per questo i pilastri in piperno sono inclinati lievemente verso l'interno. Il portale d'ingresso, posto nell'atrio, è in marmi policromi e anch'esso è opera del Trinchese: "...in esso il marmoraro Crescenzo Trinchese si impegna ad eseguire l'opera secondo il disegno in grande fatto dal Regio Ingegnere Signor Don Bartolomeo Vecchione". Dunque Bartolomeo aveva sviluppato "in grande" un disegno del portale ideato da lui stesso o più probabilmente , dal fratello Luca che ancora nell'ottobre 1751 , risulta essere il direttore dei lavori di fabbrica del Monastero. Luca Vecchione era ingegner camerale dal 1729, ma molto avanzato negli anni per cui si avvaleva della collaborazione del fratello Bartolomeo (da F. Strazzullo "Ingegneri camerali napoletani del '700" , Napoli 1960,fasc.1, pp.51-60).
Nell'interno, a navata unica con tre cappelle per lato con coro posto sull'atrio, presenta ancora la pregevole decorazione in stucco progettata dal Vecchione, mentre alcune paraste corinzie scandiscono il ritmo della navata stessa. I danni riportati durante i bombardamenti hanno alterato la lettura complessiva del volume interno, amplificata anche dai furti che si sono eseguiti successivamente. L'altare del 1662 è stato completamente trafugato così anche la pala del XVI secolo di Marco Pino. La navata non conserva più la volta cassettonata, distrutta dal bombardamento, ed è stata sostituita da un controsoffitto metallico a tiranti; la stessa sorte toccò alla cupola affrescata, resti di pitture sono nei peducci dell'arco. Le bombe incendiarie hanno distrutto anche la pregevole decorazione bicroma in marmo e piperno solo piccoli resti angolari sono sopravvissuti. Di notevole fattura è il coro posto sopra l'ingresso, esso si estende fino al prospetto sulla strada.
Le cappelle sono disadorne dagli arredi originari e nel presbiterio vi sono i resti di due monumenti sepolcrali, preziose testimonianze rinascimentali in città. Il primo, a sinistra, di Caterina della Ratta datato 1511; la composizione, tipicamente tardo quattrocentesca, è inscritta in un arcosolio con il ritratto della defunta, ai lati dell'arco vi sono quattro nicchie, due per lato, completamente vuote. Il monumento marmoreo è in grave stato di degrado conservativo dovuto all'incendio dei bombardamenti. A destra invece c'è quello di Giovannella Gesualdo del 1480, attualmente gran parte dell'opera è al museo dell'Opera di Santa Chiara.